# Pentostatin
Pentostatin (Nipent) ist ein Zytostatikum und ein Analogon von Hypoxanthin. Es hemmt das im lymphatischen Gewebe mit hoher Aktivität vorliegende Enzym Adenosindesaminase, ein Enzym des Purinstoffwechsels. Dadurch wird die RNA-Synthese gehemmt und eine DNA-Schädigung herbeigeführt. Gewonnen wird es biotechnologisch aus Streptomyces-Arten.

## Anwendungsgebiete
Pentostatin wird als Monotherapie bei Haarzell-Leukämie angewendet.
In einer klinischen Studie bei Patienten mit therapieresistenter chronischer lymphatischer Leukämie (CLL) wurde Pentostatin mit Fludarabin kombiniert. Wegen schwerwiegender Nebenwirkungen wird diese Kombination nicht empfohlen. Eine Kombination mit Vidarabin steigert dessen Effekt. Wegen eines Anstiegs der Nebenwirkungen ist der therapeutische Nutzen hierbei nicht gesichert. Eine Kombination von Pentostatin mit Cyclophosphamid wird wegen schwerwiegender Nebenwirkungen ebenfalls nicht empfohlen.

## Dosierung
Pentostatin wird zur Behandlung der Haarzell-Leukämie mit einer Dosierung von 4 mg/m² in 14-täglichen Intervallen empfohlen.

## Nebenwirkungen
Pentostatin wirkt lymphozytotoxisch und hemmt insbesondere durch eine Unterdrückung von CD4+-Lymphozyten das Immunsystem. Neben einer Myelosuppression treten häufig eine Leukopenie und eine Thrombozytopenie auf. Außerdem sind häufig die beim Einsatz von Zytostatika üblichen Nebenwirkungen zu beobachten, wie Fieber, Müdigkeit, Infektionen, Schmerzen und Übelkeit.